# أبحاث اكتساب الوظيفة
أبحاث اكتساب الوظيفة (أبحاث جي أو إف أو جي أو إف آر) هي أبحاث طبية تغير الكائن وراثيًا بطريقة قد تعزز الوظائف البيولوجية للمنتجات الجينية. قد يشمل ذلك تغيير الإمراضية أو قابلية الانتقال أو نطاق المضيف، أي أنواع المضيفات التي يمكن أن تصيبها الكائنات الحية الدقيقة. يهدف هذا البحث إلى الكشف عن أهداف تساعد على التنبؤ بشكل أفضل بالأمراض المعدية الناشئة وتطوير اللقاحات والعلاجات. على سبيل المثال، يمكن أن تصيب الإنفلونزا ب البشر وفقمة المرفأ فقط. يعرف إدخال طفرة تسمح للإنفلونزا ب بإصابة الأرانب في ظروف مختبرية مضبوطة بأنه تجربة اكتساب الوظيفة، إذ لم يتمتع الفيروس بهذه الوظيفة من قبل. يمكن أن يساعد هذا النوع من التجارب لاحقًا في الكشف عن أجزاء جينوم الفيروس التي تتوافق مع الأنواع التي يمكن أن تصيبها، ما يتيح إنتاج أدوية مضادة للفيروسات تكبح هذه الوظيفة.
تُستخدم أبحاث اكتساب الوظيفة في علم الفيروسات عادةً بهدف فهم الأوبئة الحالية والمستقبلية فهمًا أفضل. تُجرى أبحاث اكتساب الوظيفة في مجال تطوير اللقاحات على أمل الحصول على رأس خيط في مواجهة الفيروس والقدرة على تطوير لقاح أو علاجي قبل انتشاره. يُستخدم مصطلح «اكتساب الوظيفة» بشكل أكثر تحديدًا للإشارة إلى «البحث الذي قد يمكّن العامل الممرض المتمتع بالقدرة على التسبب في جائحة من التكاثر بسرعة أكبر أو التسبب في مزيد من الضرر للإنسان أو الثدييات الأخرى ذات الصلة الوثيقة به».
تحمل بعض أشكال أبحاث اكتساب الوظيفة (وخصوصًا العمل الذي يتضمن عوامل مُمْرِضة معينة) مخاطر متأصلة في مجال السلامة البيولوجية والأمن البيولوجي، وبالتالي يُشار إليها أيضًا على أنها بحث خطر ثنائي الاستخدام (دي يو آر سي). سعت الحكومات إلى التخفيف من المخاطر مع إتاحة المجال للاستفادة من مثل هذه الأبحاث، فأصدرت العديد منها تفويضًا بتنظيم تجارب الأبحاث الخطرة ثنائية الاستخدام تحت إشراف إضافي من قبل مؤسسات (تُسمى اللجان المؤسسية الخاصة «بالأبحاث الخطرة ثنائية الاستخدام») ووكالات حكومية (مثل اللجنة الاستشارية للحمض النووي المؤشب التابعة لمعاهد الصحة الوطنية).
الأهم من ذلك، تنص قوانين الولايات المتحدة والاتحاد الأوروبي على أن يتواجد عضو مستقل من العامة (أو عدة أعضاء) ليعمل «مشاركًا نشطًا» في عملية الإشراف. دار نقاش كبير في المجتمع العلمي حول كيفية تقييم مخاطر أبحاث اكتساب الوظيفة وفوائدها، وكيفية نشر مثل هذه الأبحاث بمسؤولية، وكيفية إشراك الجمهور في مراجعة مفتوحة وصادقة. في يناير 2020، عقد المجلس الاستشاري العلمي الوطني للأمن الحيوي اجتماعًا للجنة خبراء من أجل إعادة النظر في قواعد أبحاث اكتساب الوظيفة وتوفير مزيد من الوضوح حول كيفية الموافقة على مثل هذه التجارب، ومتى ينبغي إعلانها للجمهور.

## التجارب المذكورة ضمن «اكتساب الوظيفة»
في أوائل عام 2011، بحثت مجموعتان في إمكانية انتقال فيروسات الإنفلونزا الخاصة بالطيور إلى البشر والتسبب بأوبئة: كانت إحدى هاتين الدراستين تجري بإشراف يوشيهيرو كاواوكا في جامعة ويسكونسن ماديسون في ماديسون، ويسكونسن، والأخرى بإشراف رون فوشيه في المركز الطبي لجامعة إيراسموس في هولندا. قامت المجموعتان بتمرير متسلسل لإنفلونزا الطيور إتش 5 إن 1 في النموس، ونقلتا الفيروس يدويًا من نمس إلى آخر حتى أصبح قادرًا على الانتقال عبر الرذاذ التنفسي. تضاعف الفيروس الخاص بالطيور مع مرور الوقت في رئات النموس، ما أدى إلى حدوث العديد من التغييرات في الأحماض الأمينية ومكنه ذلك من التكاثر في رئة الثدييات، رغم أن الرئة لدى الثدييات أكثر برودة بشكل ملحوظ مقارنة بالطيور. سمح هذا التغيير الصغير أيضًا للفيروس بالانتقال عبر الرذاذ الموجود في الهواء الناتج عن سعال النمس أو عطاسه.
استشهد مؤيدو تجارب كاواوكا وفوشيه بالعديد من الفوائد: أجابت التجارب على التساؤلات حول كيفية انتقال فيروس مثل إتش 5 إن 1 عبر الهواء لدى البشر، وأتاح للباحثين الآخرين تطوير لقاحات وعلاجات تستهدف هذه التغييرات في الأحماض الأمينية على وجه التحديد، وأظهرت أيضًا وجود ارتباط بين قابلية انتقال فيروسات الطيور ومعدل الوفيات الناتجة عنها، إذ أصبح الفيروس أكثر قدرة على الانتقال ولكنه أيضًا أصبح أقل فتكًا بشكل ملحوظ. رد العديد من نقاد البحث (منهم أعضاء الكونغرس) على المنشورات بقلق. وصف آخرون هذه التجارب بـ «الهلاك المتعمد». طرح علماء آخرون مثل مارك ليبسيتش من كلية تي إتش تشان للصحة العامة بجامعة هارفارد بعضًا من الأسئلة حول المخاطر والفوائد النسبية لهذا البحث.
في مايو 2013، نشرت مجموعة يشرف عليها هوالان تشين، وهو مدير المختبر الوطني المرجعي لإنفلونزا الطيور في الصين، العديد من التجارب التي أُجريت في مختبر أمان حيوي من المستوى الثالث تابع لمعهد هاربين للأبحاث البيطرية، للتحقق مما سيحدث عند إصابة الخلية نفسها بفيروس إتش 1 إن 1 المنتشر بين البشر عام 2009 وفيروس أنفلونزا الطيور إتش 5 إن 1. أُجريت هذه التجارب قبل الموافقة على إيقاف الأبحاث المتعلقة بتجارب إتش 5 إن 1 من قبل مجتمع علماء الفيروسات الأكبر. استُخدمت هذه التجارب لتحديد قدرة بعض الجينات على السماح بانتقال فيروس إتش 5 إن 1 بسهولة أكبر في الثدييات (لا سيما في الخنازير البرية بصفتها نموذجًا حيًا للأنواع القارضة) عند إعادة تجميع جينومه في سيناريو العدوى المزدوجة في البرية، ما يثبت أن بعض السيناريوهات الزراعية تنطوي على خطر انتقال فيروس إتش 5 إن 1 إلى الثدييات. كما هو الحال في تجارب فوشيه وكاواوكا أعلاه، لوحظ أن الفيروسات في هذه الدراسة أقل فتكًا بصورة ملحوظة بعد التعديل.
وصف نقاد دراسة مجموعة تشين لعام 2013 (منهم سيمون وين هوبسون من معهد باستير ورئيس الجمعية الملكية السابق المدعو روبرت ماي) بأنها تجربة غير آمنة ولم تكن ضرورية لإثبات الاستنتاجات المقصودة، ووصفوا عمل تشين بأنه «غير مسؤول إطلاقًا» وأثاروا أيضًا بعض المخاوف بشأن السلامة البيولوجية للمختبر نفسه. أشاد آخرون (منهم مدير مركز التعاون التابع لمنظمة الصحة العالمية حول الإنفلونزا في طوكيو المدعو ماساتو تاشيرو) بمختبر تشين ووصفه بأنه «الأحدث». وصف جيريمي فارار، وهو مدير وحدة الأبحاث السريرية بجامعة أكسفورد في مدينة هو تشي مينه، العمل بأنه «استثنائي» وقال إنه أظهر «التهديد الحقيقي» الذي يمثله «استمرار انتقال سلالات إتش 5 إن 1 في آسيا ومصر».